# 사토 타쿠야 (성우)
사토 다쿠야(佐藤 拓也, 1984년 5월 19일 ~ ) 또는 사토 타쿠야는 일본의 성우이다. 미야기현 와타리군 출신으로 켄 프로덕션 소속.

## 인물
주로 청년역이나 소년역을 연기하며, 해외 드라마 더빙으로 출연이 많다.
성우를 목표로 하게 된 계기는 원래 특촬을 좋아하여 특촬 히어로가 되는 꿈을 갖고 있었으나, 키가 작아 포기하고 있었을때
 성우의 존재를 알게되어 목소리 연기라면 가능할지도 모르겠다고 생각해서.
데뷔 이래 애니메이션에서의 눈에 띄는 활약은 적었으나 2011년에 『카드 파이트!! 뱅가드』의 메인 캐릭터 카이 토시키 역으로 발탁된걸 계기로 많은 미디어에 출연하고 있다.
같은 작품의 라디오 방송『일어서라! 우리들의 뱅가드』에서는 첫 라디오 퍼스널리티를 맡고있다
요나가 츠바사와는 전문학교시절부터 선후배 관계로 같은 사무소에 소속되어 있는 것도 있어 사이가 좋아 서로 「츳군」, 「타쿠쨩」으로 부르고 있다.
『스텐드 업! 뱅가드』 제6회에서는 벌칙게임으로 공동 퍼스널리티인 요나가 츠바사의 지시로 성대모사를 선보였고, 이후로도 여러 곳에서 성대모사를 선보이고 있다. 

덧붙여 가장 잘하는 건 마야 미키의 성대모사.
니코니코 동화의 유저로 『카드파이트!! 뱅가드』의 공식배포영상을 매주 시청하고 있다.
2013년 1월말 자신의 블로그에 기혼자임을 공표했다.
- 도쿄 미디어 아카데미(tma, 현 도쿄 성우 아카데미(tsa) 성우양성과) 성우 · 보컬과 졸업, 스쿨 듀오 7기.
- 가족구성은 부모님과 4살 아래인 남동생이 1명 있다.
- 중학교때는 야구부, 고등학교때는 육상부에 소속되어 있었다.
- 혼자 가라오케 가는것을 좋아하여 가라오케 단골로, 한번 가면 2시간동안 부른다고 한다(PASH! 2012년 12월호 인터뷰 중)

## 출연작
※굵은 글씨는 주연·메인 캐릭터

### TV 애니메이션
2007년
- 바람의 스티그마 (시드)
- CLANNAD-클라나드- (친위대)
- 수호 캐릭터! (오카신, 아나운스, 예능인)
- BLUE DROP~천사들의 희곡~ (교사1)

2008년
- 칸나기 (남학생, 장난전화)
- 고르고13 (남자)
- 수호 캐릭터! (사회자)
- 수호 캐릭터!! 두근 (PA)
- TYTANIA-타이타니아- (사령관)
- 철완버디 DECODE (경찰관)
- 토라도라! (학생B, 남학생B)
- 닌자의 왕 (클래스메이트, 후마 닌자)
- 이십면상의 딸 (히데)
- 모노크롬 팩터 (불량)
- 벚꽃사중주~요자쿠라 콰르텟트~ (마을사람)

2009년
- 내일의 요이치! (남학생B, 남학생C, 이케멘A)
- 아라드전기 ~스랩업 파티~ (검사A)
- 우리집 3자매 (종업원)
- 은혼(낭인A)
- 흑신 The Animation (마스터 루트, 모자쓴 남자)
- 케로로 중사 (어시스턴트)
- 켄푸파 (남학생B)
- 사자에상
- 샹그리라 (부하)
- 수호캐릭터!! 두근 (축구부원)
- 어느 과학의 초전자포 (불량)
- 더 파이팅 New Challenger (마키노 후미토)

2010년
- 언젠가는 대마왕 (내각관방)
- 크게 휘두르며 ~여름대회편~ (스기타 토오루, 키타무라 켄타로)
- 하트캐치 프리큐어 (집사)
- 다다미 넉 장 반 세계일주 (남자A, 학생B)

2011년
- UN-GO (AD, 손님, 의원)
- X-MEN (남자, 뮤턴트)
- 카드파이트!! 뱅가드 (카이 토시키, 카이를 닮은 손님)
- 사자에상 (히라타)
- TIGER & BUNNY (장내남자중계자)
- 치하야후루 (남학생, 테니스부 부원, 담당자)
- 전파녀와 청춘남 (TV남성A)

2012년
- 아르카나 파밀리아 -La storia della Arcana Famiglia- (남자1, 선원)
- 에리어의 기사 (남자B)
- 카드파이트!! 뱅가드 아시아 서킷편 (카이 토시키)
- 길티 크라운 (반원)
- 치하야후루 (시바타 선생)
- 수수께끼의 그녀X (나카지마, 남학생, 남자)
- 포켓몬스터 베스트위시 (크레이)
- 메다카 박스 어브노멀 (이토시마 군키 #8)

2013년
- 카드파이트!! 뱅가드 링크 조커편 (카이 토시키)
- 카니발 (무라노 #10)
- 건담 빌드 파이터즈 (유우키 타츠야/메이진 카와구치)
- 죠죠의 기묘한 모험 Part2 전투조류 (시저 안토니오 체펠리)
- 치하야후루2 (나쿠라 코우)
- 두근두근 프리큐어 (니카이도, 히어로 닌자)
- 미니뱅 (카이 토시키)

2014년
- 오레카배틀 (물의 전사 후로우 #16~28)
- 카드파이트!! 뱅가드 레기온 메이트편 (카이 토시키)
- 건담 G의 레콘기스타 (루인 리)
- 하마토라 (키타자와 #2)
- 우리들은 모두 카와이장 (우사의 망상이케멘 #12)
- 모두 모여라! 팔콤 학원 (갓슈)
- 하이큐!! (카마사키 야스시 #17, 18)
- PSYCHO-PASS 사이코패스 2 (키타자와 아키라 #1,2)

2015년
- 성검사의 금주영창 (키르산 로마노빗치 파브류첸코 #9)
- 모두 모여라! 팔콤 학원 (마키아스 레그닉츠)
- 암살교실 (신도 카즈타카 #12)

시기미정
- NORN9 노른 노넷트 (토오야 마사무네)

2021년
- 기계전대 젠카이저 - 브룬 / 젠카이 브룬

### OVA
2007
- OVA ToHeart2

2008
- 이세계의 성기사 이야기 (다그마이아 메스트)
- 한정소녀 (남자B)
- 세인트 세이야 THE LOST CANVAS 명왕신화 (라스크)

2010
- 기동전사 건담UC (선내방송)

2011
- 기동전사 건담UC (오퍼레이터)

### 극장 애니메이션
2007
- 영화 Yes! 프리큐어5 거울 왕국의 미라클 대모험! (테마파크의 손님)

2013
- 극장판 두근두근 프리큐어 마나 결혼!!? 미래로 이어지는 희망의 드레스 (니카이도)

2014
- 극장판 카드 파이트!! 뱅가드 네온 메사이아 (카이 토시키)

2019
- 건담 G의 레콘기스타 1: 가라! 코어 파이터 (루인 리)

2021
- 곶의 마요이가

### 더빙
- 로보카 폴리 (폴리)
- 찬란한 유산 (선우환)
- 제빵왕 김탁구 (김탁구)
- 해를 품은 달 (허염)
- 내 여자친구는 구미호 (차대웅)
- 넌 내게 반했어 (이수명)
- 동이 (영조=금/연잉군)
- 아름다운 그대에게 (강태준)
- 나도, 꽃! (서재희)
- 다운튼 애비 (매튜 클로리)
- 더킹 투하츠 (이재하)
- 꽃미남 라면가게 (차치수)

### 게임
2008년
- 검과 마법과 학원물 (페르파 · 남자)

2009년
- 아크라이즈 판타지아 (미키)
- 바람색 서프 (우베)

2010년
- 아가레스트 전기2 (바이스)
- 이스 vs 공의 궤적 오르타나티브 사가 (갓슈)
- 이나즈마 일레븐3 세계로의 도전!! (불량A)
- 브레이즈 유니온 (레온)

2011년
- 이나즈마 일레븐GO 샤인/다크 (이시드 부하A, 피프스 수하, 구급대원)

2012년
- 오레사마 킹덤 이케멘 남친을 겟하자~ 모에큥 스쿨데이즈 (야마부키씨)
- 제네레이션 오브 카오스6 (클로드)
- 십삼지연의~언월삼국전~ (장각, 안량)

2013년
- 아르카디아스의 전희 (하베르카)
- 영웅전설 섬의 궤적 (마키아스 레그니츠)
- 카드파이트!! 뱅가드 라이드 투 빅토리 (카이 토시키)
- 죠죠의 기묘한 모험 올스타 배틀 (시저 안토니오 체펠리)
- NORN9 노른 노넷트 (토오야 마사무네, 푸 히요코)
- 페어리 펜서 F (아폴로네스)

2014년
- 영웅전설 섬의 궤적 (마키아스 레그니츠)
- 카드파이트!! 뱅가드 록온 빅토리 (카이 토시키)
- 클로버 도서관의 주인들 (아오이)
- Kadenz fermata//Akkord：fortissimo (유리우스=샤리오바르트)
- 코어 마스터즈 (반 이그니스)
- 상주전신관학원 팔명진 천지각 (히이라기 요시야)
- 열혈이능부활담 Trigger Kiss (무츠 이와오)
- NORN9 VAR COMMONS (토오야 마사무네)
- 괴리성 밀리언 아서 (소생하는 고왕 복원형 우서)

2015년
- 그랑블루 판타지 (티볼트)
- 아이돌리쉬 세븐 (츠나시 류노스케)
- 아웃 디비션 -형도예복구- (미타케 토우지)
- 클로버 도서관의 주인들 II (아오이)
- 싸움번장6~소울&블래드~ (죠노우치 이치로)
- NORN9 LAST ERA (토오야 마사무네)
- 페어리 펜서 F ADVET DARK FORCE (아폴로네스)
- 릴리와 마신의 이야기 (신 카미즈키)
- 죠죠의 기묘한 모험 아이스 오브 헤븐 (시저 안토니오 체펠리)

### 라디오
- 스탠드 업 더 뱅가드 (라디오 오사카, 2011년 4월 9일 - 2014년 10월 25일)
- 뱅가드 캐피탈 (라디오 오사카, 2011년 4월 9일 - 2014년 10월 25일)
- 일어서라! 우리들의 뱅가드(타치방) (라디오 오사카, HiBiKi Radio Station, 2011년 4월 9일 - 2014년 12월 27일)
- 일어서라! 우리들의 뱅가드 선데이(타치방 선데이) (라디오 오사카, HiBiKi Radio Station, 2012년 4월 8일 - 2014년 10월 26일)
- 사토 타쿠야의 「할 수 있습니다!」  (아니메이트TV, 2015년 2월 25일 - 웹라디오)
- 노루라지 (온센, 2015년 3월 18일 - 2015년 6월 24일 - 웹라디오)
- 흑백(시로쿠로) 죠커 전파와판 (HiBiKi Radio Station, 2015년 5월 21일 - 웹라디오)

### 실사
TV
- 아니메성인 도키메키 레시피 (2012년 6월~7월)
- 뱅가드TV TRY (2014년 2월, 3월 게스트)

DVD
- 일어서라! 우리들의 뱅가드 타비뱅 -홋카이도편-
- 도키메키 레시피 챌린지 쿠킹편(2) ~요나가 츠바사 & 사토 타쿠야~]]
- 츠레게 Vol.4~5
- NORN9 노른 노넷트 with Ark & for Spica' DVD (토오야 마사무네)
- 일어서라! 우리들의 뱅가드 타비뱅 -미야기편-

### CD
- 그랄 나이츠 Quatre saisons 10月の時計塔 (학생)
- 소악마 티리와 구세주!? (루시온)
- 칸지군과의 일생 (시마다 칸지)
- 드라마CD 선배후배 시리즈 Vol.1 어느 다도부에서의 고백 (쿠제 앙리)
- NORN9 노른 노넷트 (토오야 마사무네)
- 야지키타 학원도중기 코테츠와 사기리편 (토쿠나리 유키야)
- 남자아이인걸! (사와다 타쿠마)
- 카테쿄3 (토키와)
- 플레이존~육식그이와 쾌감천사~ (세토야마 료)
- 우리들의 삼파전 (엔도 마키)
- 초코 스트로베리 바닐라 (타다 타케시)
- 쾌감 소다 (쿠가 키요유키)
- 푸른왕자 Prince of Silva (안드레)
- 지저귀는 새는 날지 않는다2 (아모우)
- 망상 일렉키텔 (선생)
- Calling (남자)

### 음악 CD
- 카드파이트!! 뱅가드 캐릭터송 앨범 스탠드 업 더 송「희망의 증명」 (카이 토시키)
- 카드파이트!! 뱅가드 아시아 서킷편 캐릭터송 Vol.2 카이 토시키「앞을 향해서」 (카이 토시키)
- Fate Breaker/리스펙트 파이터 (카이 토시키&센도 아이치(CV. 요나가 츠바사))
- maybe 파이널 턴/Let's Get Fight!! (카이 토시키&스즈가모리 렌(CV. 아베 아츠시))
- We Ride Everday!!/프렌드십 오버로드 (카이 토시키&미와 타이시(CV. 모리쿠보 쇼타로))
- NORN9 노른 노넷트 Cantare Vol.1 (토오야 마사무네)